# 阳光号卫星

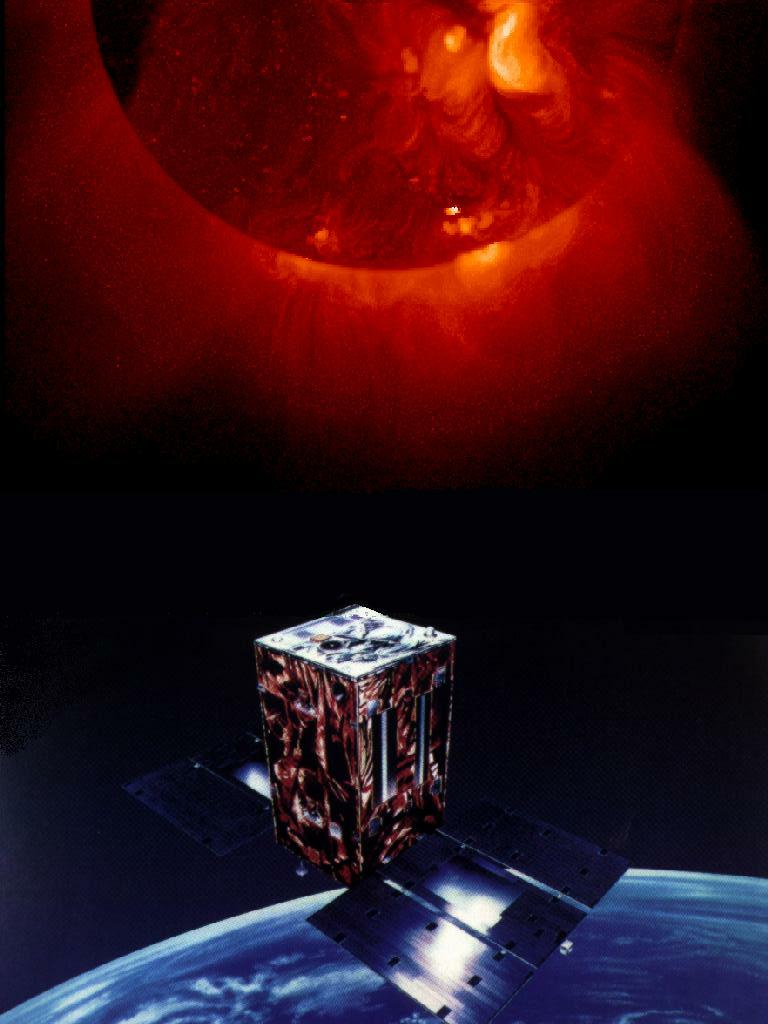
阳光卫星想象图

阳光号卫星（Yohkoh），原名，是日本宇宙航空研究开发机构与美国和英国联合研制的一颗太阳探测卫星，于1991年8月30日在日本鹿兒島縣内之浦航天中心发射升空。
阳光卫星运行在一条近圆形的轨道上，搭载的主要仪器有软X射线望远镜（SXT）、硬X射线望远镜（HXT）、布拉格晶体摄谱仪（BCS），以及宽带摄谱仪（WBS）。四台仪器每天产生约50Mb的数据。
20世纪90年代，阳光卫星上的软X射线望远镜一度是世界上唯一一台监视太阳活动的X射线望远镜，记录下了一个完整的太阳活动周期内的图像，取得了一批重要的成果。
阳光卫星的最初设计寿命为3年，但在发射后的十余年时间里一直工作，直到2001年12月14日因电力不足而停止观测，并于2005年9月12日在地球大气层中焚毁。